# Junior Fernándes
Júnior Fernándes (Tocopilla, 4. listopada 1988.) je čileanski nogometaš i reprezentativac koji igra na poziciji napadača. Trenutačno igra za turski klub Ankara Keçiörengücü.

## Transferi
U svibnju 2014., Fernándes je potpisao za Dinamo za 2,5 milijuna eura. U siječnju 2017., Čileanac je posuđen turskom Alanyasporu, čiji je trener tada bio Safet Sušić. U lipnju te godine, Čileanac se vratio u Dinamo. Nakon isteka posudbe Fernándes se vratio u Dinamo. Činilo se da su Turci odustali od otkupa njegovog ugovora. No, do preokreta je došlo u završnici ljetnog prijelaznog roka 2017. godine. S turskim klubom je Čileanac potpisao je trogodišnji ugovor.
Dana 19. kolovoza 2020., odlazi u Ujedinjene Arapske Emirate i potpisuje za tamošnji klub, Al-Ittihad Kalbu.

## Priznanja

### Klupska
Magallanes
- Tercera División de Chile (1): 2010.

Universidad de Chile
- Primera División de Chile (1): 2012. Apertura

Dinamo Zagreb
- Prvak Hrvatske (3): 2013./14., 2014./15., 2015./16.
- Hrvatski nogometni kup (1): 2015./16.
- Hrvatski nogometni superkup (1): 2013.

### Reprezentativna
Čile
- China Cup (1): 2017.

## Vanjske poveznice
- Junior Fernándes na hnl-statistika.com
- Junior Fernándes u Alanyasporu